# Thouinidium oblongum
Thouinidium oblongum är en kinesträdsväxtart som beskrevs av Ludwig Radlkofer. Thouinidium oblongum ingår i släktet Thouinidium och familjen kinesträdsväxter. Inga underarter finns listade i Catalogue of Life.